# Oium

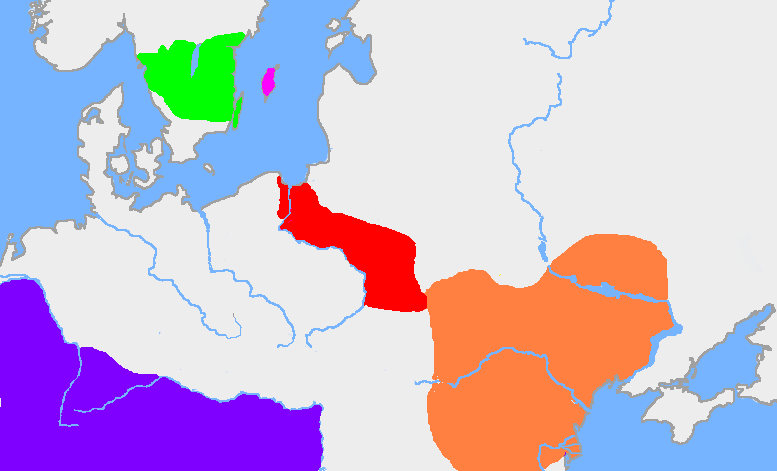
Götaland
Gotland
El poble wielbark a principis del segle III
El poble chernyakhov a principis del segle IV
Imperi Romà

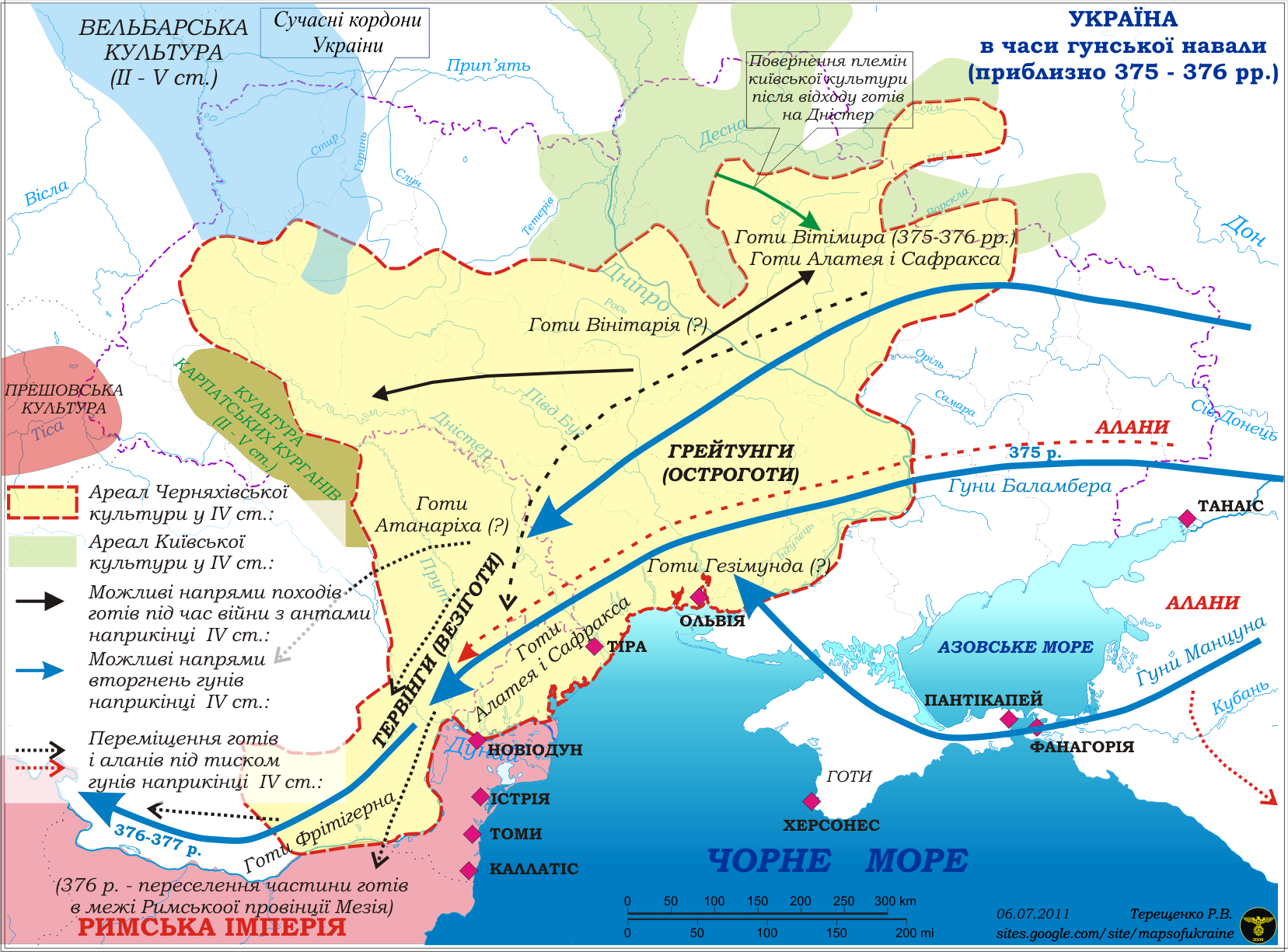
Poble chernyakhov, segle IV

Oium era un nom per a Escítia, o una part fèrtil d'ella (més o menys la moderna Ucraïna), on els gots sota el llegendari rei Filimer es van assentar després de deixar Gothiscandza; segons el Getica de Jordanes, escrit als volts del 551.
Si la història reproduïda per Jordanes conté informació basada en fets reals, i si és així quines parts, ja no es pot constatar amb certesa.